# Deng Zhuoxiang
Deng Zhuoxiang (chin. upr. 邓卓翔, chin. trad. 鄧卓翔, pinyin Dèng Zhuōxiáng; ur. 24 października 1988 w Wuhan) – chiński piłkarz występujący na pozycji pomocnika w chińskim klubie Beijing Enterprises Group FC.

## Kariera klubowa
Deng jako junior grał w zespołach Guangdong Mingfeng oraz Wuhan Huanghelou, do którego trafił w 2005. W 2006 jego klub zmienił nazwę na Wuhan Guanggu. W tym samym roku Deng został włączony do jego pierwszej drużyny z Chinese Super League. W tych rozgrywkach zadebiutował w sezonie 2006. Rozegrał wówczas 10 ligowych spotkań, a w lidze zajął z zespołem 10. miejsce. W 2008 Wuhan Guanggu zmienił nazwę na Wuhan Optics Valley. Sezon 2009 Deng spędził na wypożyczeniu w Jiangsu Shuntian, również grającym w Chinese Super League.
W 2010 odszedł do Shandong Luneng, innego zespołu Chinese Super League. W tym samym roku zdobył z nim mistrzostwo Chin. W latach 2012–2014 grał w Jiangsu Sainty, a w 2015 przeszedł do Shanghai Greenland. 22 lutego 2017 Deng został wypożyczony do Qingdao Huanghai, gdzie występował do 31 grudnia 2017.
28 lutego 2018 Deng przeniósł się do Beijing Enterprises Group FC.

## Kariera reprezentacyjna
W reprezentacji Chin Deng zadebiutował 18 lipca 2009 w wygranym 3:1 towarzyskim meczu z Palestyną. 10 lutego 2010 w wygranym 3:0 pojedynku Pucharu Azji Wschodniej z Koreą Południową.
W 2011 został powołany do kadry na Puchar Azji.